# Муратов, Валерий Алексеевич
Вале́рий Алексе́евич Мура́тов (1 мая 1946, Коломна, СССР) — спортсмен-конькобежец, серебряный и 2-кратный бронзовый призёр зимних Олимпийских игр, 2-кратный чемпион мира и 2-кратный призёр чемпионатов мира, 15-кратный рекордсмен мира, 13-кратный чемпион СССР, 13-кратный рекордсмен СССР, заслуженный мастер спорта СССР (1970), Заслуженный тренер СССР, главный тренер сборной России. Выступал за клуб "ЦСКА" с 1968 года.

## Биография
Валерий Муратов родился в подмосковной Коломне. Его детство прошло в доме на улице Гражданской, неподалёку от речки Коломенки. Каждую зиму вместе с друзьями он играл в хоккей. Но настоящей страстью для него был футбол. 15-летний "чистильщик" играл за резерв заводской команды "Авангард", а главная их команда играла в классе «Б». 
Зимой 1962 года на берегу речки Коломенки открылся "Шавыринский каток", где проходило первенство республики по конькобежному спорту и он влюбился в коньки. Осенью он записался в секцию конькобежного спорта к мастеру спорта Валентину Сергеевичу Лысенко, а в 1963 году завоевал первый пьедестал на чемпионате РСФСР. Через год стал взрослым перворазрядником. Осенью 1965 года в Коломне открылась спортивная школа молодёжи "Комета", где и тренировался 18-летний Валера.
В 1966 году он вошёл в группу сильнейших конькобежцев Союза и участвовал на своём первом чемпионате СССР в многоборье. В том же 1966 году на первенстве юниоров страны он получил звание мастер спорта СССР, пробежав 500 метров за 41,7 сек. В январе 1967 года установил рекорд Советского Союза на дистанции 1000 метров для равнинных катков и стал чемпионом страны в многоборье, благодаря своим тренерам Валерию Орлову и Владимиру Александровичу Кузьмину.  
В 1968 году Муратов участвовал впервые на зимних Олимпийских играх в Гренобле и занял только 18-е место на дистанции 500 метров. В декабре 1969 года на международном Кубке "Динамо" в Берлине он установил рекорд Союза в сумме спринтерского многоборья, а в 1970-м выиграл 1-й чемпионат СССР в спринте, а потом с 1971 по 1973 год подряд. В феврале на 1-м чемпионате мира в спринтерском многоборье в Уэст-Аллисе Валерий также стал первым чемпионом мира. 
В апреле 70-го он завоевал серебряную медаль на зимней Универсиаде в Рованиеми в забеге на 500 метров. Через год выступил не совсем удачно на спринтерском чемпионате мира, заняв 6-е место. В 1972 году Муратов завоевал бронзовую медаль в беге на 500 метров на зимних Олимпийских играх в Саппоро, следом на спринтерском чемпионате мира в Эскильстуне стал серебряным призёром. Ещё через год стал двукратным чемпионом мира на чемпионате мира в Осло.
Следующим успехом Муратова стала бронзовая медаль в 1975 году на очередном спринтерском чемпионате мира в Гётеборге, а в 1976 году на третьих своих зимних Олимпийских играх в Инсбруке завоевал серебряную медаль в забеге на 500 метров и бронзовую на 1000 метров. В конце сезона стал вторым на чемпионате Союза в спринте, а на следующий год Валерий стал сильнейшим в спринте. В 1978 году он занял 5-е место на спринтерском чемпионате мира и 1-е на чемпионате СССР на 500-метровке. После чего завершил карьеру спортсмена.

## Карьера тренера
Валерий Муратов с 1978 года и по настоящее время тренер конькобежной команды ЦСКА. С 1986 по 1991 год Валерий Алексеевич возглавлял молодежную сборную СССР, после чего продолжил работу в родном армейском клубе. С 2011 года совмещает тренерскую деятельность в ЦСКА с должностью главного тренера Московской области по шорт-треку. Он является вице-президентом Федерации Московской области по конькобежному спорту (г.Коломна). Под руководством Валерия Муратова вышли великие конькобежцы: Игорь Железовский, Дмитрий Дорофеев,  Сергей Хлебников,  Александр Голубев,  Сергей Клевченя и  Иван Скобрев. В честь почётного гражданина Коломны в его родном городе ежегодно проводятся соревнования на призы заслуженного мастера спорта СССР Валерия Муратова.

## Награды
- орден Почёта (22.04.1994)
- медаль «За трудовую доблесть» (03.03.1972)
- Орден «Знак Почёта»
- Орден «За службу Родине в Вооружённых Силах СССР» 3 степени
- Медаль «За укрепление боевого содружества» (Минобороны России) (2014)
- Почётная Грамота Президиума Верховного Совета Российской Федерации (26.04.1993) — за большой личный  вклад в развитие отечественного и мирового спорта, заслуги в подготовке спортсменов высокого класса и в связи с 70-летием со дня образования Центрального спортивного клуба Армии[8].